# Davide Bramati
Davide Bramati (Vaprio d'Adda, Llombardia, 26 de juny de 1968) és un ciclista italià, ja retirat, que fou professional entre 1990 i 2006.
En el seu palmarès destaca una victòria d'etapa a la Volta a Espanya de 2000 i una altra a la Volta a Polònia de 1995. L'any, 2006, un cop retirat, va passar a ser el director esportiu del Quick Step, el seu últim equip. És cosí del corredor de ciclocròs i ciclista de muntanya Luca Bramati.

## Palmarès
- 1989
  - 1r al Gran Premi Capodarco
  - 1r a la Copa Colli Briantei Internazionale
- 1992
  - Vencedor d'una etapa de la Volta a Portugal
- 1995
  - Vencedor d'una etapa de la Volta a Polònia
- 1997
  - Vencedor d'una etapa del Giro del Trentino
- 1999
  - Vencedor d'una etapa de la Volta a Múrcia
- 2000
  - Vencedor d'una etapa de la Volta a Espanya
- 2002
  - Vencedor d'una etapa de la Volta a Aragó

### Resultats al Tour de França
- 1993. 96è de la classificació general
- 1996. Abandona (6a etapa)
- 1999. 103è de la classificació general
- 2001. 142è de la classificació general
- 2003. 126è de la classificació general
- 2004. Fora de control (16a etapa)

### Resultats a la Volta a Espanya
- 1990. Abandona. (14a etapa)
- 1993. 94è de la classificació general
- 1997. 105è de la classificació general
- 1998. 102è de la classificació general
- 2000. 82è de la classificació general. Vencedor d'una etapa
- 2002. 97è de la classificació general

### Resultats al Giro d'Itàlia
- 1991. 79è de la classificació general
- 1992. 66è de la classificació general
- 1994. 80è de la classificació general
- 1995. 112è de la classificació general
- 1996. 71è de la classificació general
- 1997. 96è de la classificació general
- 1998. 68è de la classificació general
- 2000. 75è de la classificació general
- 2001. 92è de la classificació general
- 2002. 71è de la classificació general
- 2005. 127è de la classificació general
- 2006. 141è de la classificació general